# 安森美
安森美（NASDAQ：ON）是一家美國半導體供應商，前身是摩托罗拉集团的半导体元件部门，在汽车、工业和云电源半导体元件領域具有行業領先地位。

## 歷史
1999年7月4日，摩托罗拉将其标准产品半导体业务分拆为名为安森美半导体的独立公司。2000年4月28日，首次公开募股。
2016年8月19日，安森美半導體完成收購集成电路行業先驅飞兆半导体公司，成为一家顶级的半导体制造商。
2021年，为了更好地反映其广泛的技术组合、差异化的产品线和市场领导地位，公司名稱由安森美半导体（ON Semiconductor）改名为安森美（onsemi）。
2023年3月1日，新全球总部（美国亚利桑那州斯科茨代爾）正式启用。

## 併购紀錄
- 2000年四月，完成收购Cherry Semiconductor。
- 2006年，完成收购位於美国俄勒冈州Gresham（英语：Gresham,_Oregon）的LSI Logic設計和製造設施。
- 2008年一月，以184M美元完成收购亚德诺半导体的稳压及热管理（Voltage Regulation and Thermal Management）部門。
- 2008年三月，以915M美元完成收购AMI Semiconductor。[永久]
- 2008年十月，以115M美元完成收购Catalyst Semiconductor。 （页面存档备份，存于）
- 2009年十一月，以17M美元完成收购PulseCore Semiconductor。
- 2010年一月，以115M美元完成收购California Micro Devices。
- 2010年六月，完成收购Sound Design Technologies, Ltd。
- 2011年一月，完成收购日本三洋电机的子公司三洋半導体（SANYO Semiconductor）。
- 2011年二月，以$31.4M美元完成收购赛普拉斯半导体(Cypress Semiconductor)的CMOS图像传感器业务部門。
- 2014年五月，完成收购Truesense Imaging, Inc。
- 2014年七月，安森美半導體和富士通半導體宣布戰略合作（包括晶圓代工服務協議，及日本會津若松市富士通的8吋晶圓廠的10%權益。） （页面存档备份，存于）
- 2014年八月，以4亿美元完成收購總部位於加州的Aptina Imaging Corp（英语：Aptina）。
- 2015年七月，安森美半導體完成收購Axsem AG。
- 2015年11月18日，以每股20美元，斥資24億美元現金收購飞兆半导体公司。
- 2016年八月，安森美半導體宣佈已就出售点火IGBT业务给 Littelfuse（英语：Littelfuse） 达成协议，出售其瞬态电压抑制二极管和开关型晶闸管产品线，售价共1.04亿美元现金。 （页面存档备份，存于）
- 2016年九月，安森美半導體完成收購飞兆半导体公司。 （页面存档备份，存于）
- 2017年三月，安森美半导体收购IBM旗下位於以色列海法研究實驗室及汽車雷達毫米波（mmWave）技術，並在英國的布拉克內爾（Bracknell）設立傳感器融合設計中心。
- 2018年五月，安森美半導體收購愛爾蘭公司 SensL Technologies Ltd 。
- 2019年三月，安森美半導體以每股24.50美元現金、斥資10.7億美元收購全球超高性能Wi-Fi半導體和系統軟體解決方案的領導者寬騰達通訊Quantenna
- 2019年四月，安森美半導體和美國格芯(GLOBALFOUNDRIES)合作转让位於美國紐約東菲什基爾300mm晶圆厂 (Fab 10) 的所有权。
- 2021年八月，安森美宣佈收購美國 GT Advanced Technologies 公司。
- 2024年七月，安森美完成收購美國 SWIR Vision Systems® 公司。
- 2025年一月，安森美完成收購美國 Qorvo 公司的碳化矽JFET業務，其中包括子公司聯合碳化矽（UnitedSiC）。

## 产品

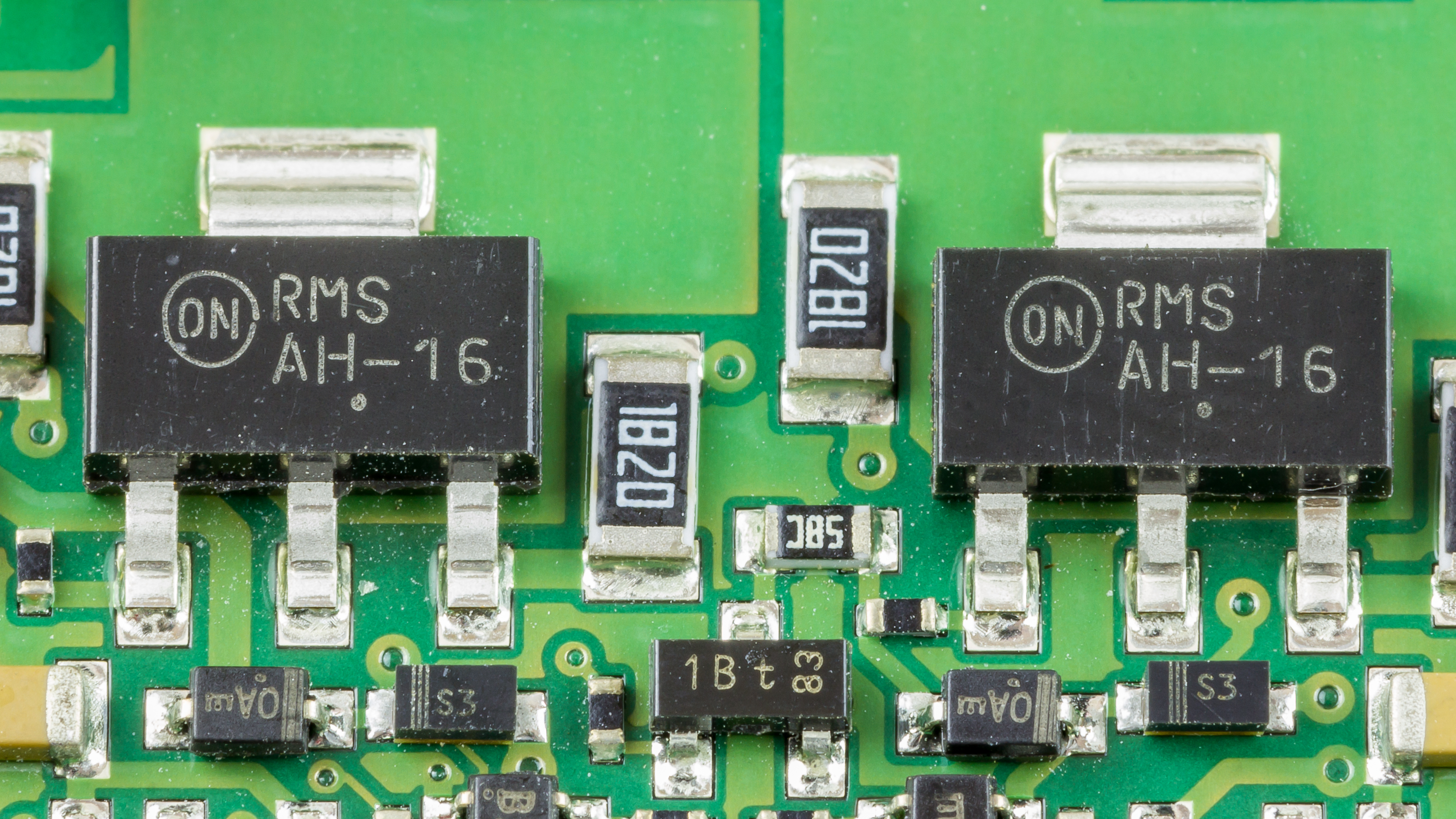
兩塊安森美主動元件

安森美是一家领先的半导体制造商，提供80,000多款不同的器件和全球供应链，为数以百计的市场的数以十万名客户提供服务。
安森美製造以下的各種产品：
- 定制：ASIC；定制ULP存储器；定制CMOS图像传感器；集成无源器件；音频/视频的ASSP；连接；SoC、SiP及定制产品；定制代工服务，晶圆代工服务
- 分立：双极结晶体管(BJT)；二极管和整流器；ESD及EMI保护二极管及滤波器；IGBT和FET；可调谐组件；晶闸管
- 电源管理：AC-DC控制器和稳压器；DC-DC控制器、转换器和稳压器；LED驱动器；电源模块；热管理；电压和电流管理
- 模拟、逻辑及时序：放大器和比较器；时钟产生；时钟及数据分配；接口；存储器；微控制器；标准逻辑；模拟开关；数字电位计；EMI/RFI滤波器
- 光电：IGBT / MOSFET柵極驅動光電耦合器；高性能光電耦合器；光電晶體管光電耦合器；紅外線；TRIAC驅動光電耦合器
- 传感器：光电、图像及触摸传感器；光及触摸传感器；热管理；无电池无线传感器

## 产品部
安森美的各个产品部門：
- 模拟与混合信号部 (AMG) – Sudhir Gopalswamy，总裁
- 智能感知部 (ISG) – Sudhir Gopalswamy，总裁
- 电源方案部(PSG) – Simon Keeton，总裁

## 解决方案工程中心
- 日本：大阪; 东京
- 中国：上海
- 德国：慕尼黑
- 台湾：台北
- 美国：加州聖荷西; 俄勒岡州波特蘭; 密歇根州底特律
- 韩国：首尔

## 设计中心
- 美国：亞利桑那州錢德勒（Chandler）、得州奧斯汀（Austin）、得州普莱诺（Plano）、罗德岛州东格林尼治（East Greenwich）、科罗拉多州Longmont、加州圣克拉拉（Santa Clara）、爱达荷州波卡特洛（Pocatello）、宾夕法尼亚州Lower Gwynedd、犹他州林頓（Lindon）、爱达荷州楠帕（Nampa）
- 加拿大：伯灵顿（Burlington）, 滑鐵盧（Waterloo）
- 比利时：梅赫伦（Mechelen），奥德纳尔德（Oudenaarde），菲尔福尔德（Vilvoorde）
- 法国：图卢兹（Toulouse）
- 德国：慕尼黑（Munich）
- 罗马尼亚：布加勒斯特（Bucharest）
- 斯洛文尼亚：卢布尔雅那（Slovenia）
- 斯洛伐克：布拉迪斯拉发（Bratislava）
- 英國：布拉克內爾（Bracknell），斯温登（Swindon）
- 愛爾蘭：利默里克（Limerick），科克（Cork）
- 瑞士：Marin, 迪本多夫（Dübendorf）
- 以色列：海法（Haifa）
- 捷克：Roznov，布尔诺（Brno）
- 韓国：首尔
- 台灣：台北，新竹縣
- 印度：班加罗尔（Bangalore），诺伊达（Noida）
- 日本：岐阜市，群马
- 菲律宾：德拉克市（Tarlac City）

## 制造工厂
- 美国：俄勒冈州Gresham（英语：Gresham,_Oregon）、爱达荷州波卡特洛、爱达荷州楠帕、緬因州南波特蘭
- 加拿大：伯灵顿 (安大略省)
- 捷克：Roznov
- 中国：乐山、深圳、蘇州
- 日本：群马縣、埼玉縣羽生市、會津若松市
- 韓國：富川市
- 菲律宾：Carmona, Cavite（英语：Carmona,_Cavite）、Tarlac City（英语：Tarlac_City）、宿霧市
- 馬來西亞：森美蘭州芙蓉市
- 越南：边和市、顺安市